# Kill the DJ
Kill the DJ – drugi singel zespołu Green Day z albumu ¡Uno!. Swoją premierę miał 15 sierpnia 2012, został wydany przez wytwórnię płytową, Reprise Records. Teledysk do utworu wyreżyserował Samuel Bayer.

## Pozycje na listach
| Państwo           | Notowania (2012) | Najwyższa pozycja |
| ----------------- | ---------------- | ----------------- |
| Belgia (Flandria) | Ultratip         | 12                |
| Belgia (Walonia)  | Ultratip         | 18                |
| Wielka Brytania   | Top 200 Singles  | 110               |